# Ladislav Graber
Ladislav Graber, slovenski častnik, obrambni in vojaški ataše, * 11. julij 1956, Maribor.

## Vojaška kariera
- obrambni ataše (april 2002 - )
- GŠSV (? - april 2002)
povišan v polkovnika (13. maj 1998)

## Odlikovanja in priznanja
- zlata medalja Slovenske vojske (29. november 2000)
- spominski znak ob deseti obletnici vojne za Slovenijo (9. julij 2002)